# The Best Man Holiday
The Best Man Holiday (bra: O Natal dos Amigos Indiscretos) é um filme de comédia dramática estadunidense dirigido por Malcolm D. Lee, lançado em 2013.
É a sequência do filme Amigos Indiscretos, lançado em 1999. O filme é estrelado por Morris Chestnut e Taye Diggs.

## Sinopse
Em The Best Man Holiday, os velhos amigos envelheceram e se reuniram vários anos depois. Seu modo de vida evoluiu, mas todos conhecem fraquezas, segredos que virão à tona.

## Elenco
- Taye Diggs: Harper Stewart
- Sanaa Lathan: Robin Stewart
- Nia Long: Jordan Armstrong
- Morris Chestnut: Lance Sullivan
- Harold Perrineau Jr.: Julian Murch
- Terrence Howard: Quentin Spivey
- Monica Calhoun: Mia Sullivan
- Riele Downs: Faith Sullivan
- Melissa De Sousa: Shelby
- Regina Hall: Candace "Candy" Murch
- Eddie Cibrian: Brian McDonald